# Jython
Jython é uma implementação da linguagem Python que gera bytecode para máquinas Java (JVM - Java Virtual Machine). Com ela é possível fazer o desenvolvimento de aplicações híbridas que unem código em Java e Python. Esta ferramenta é muito útil também para embutir uma linguagem para criação de scripts em aplicações que requerem este tipo de funcionalidade. Também inclui um compilador que converte código fonte Python em Java bytecode, permitindo que programadores Python possam escrever classes que possam ser utilizadas por um programa Java.
Entre suas vantagens, destacam-se:
- Velocidade de desenvolvimento: Python é uma linguagem de desenvolvimento rápido (RAD - Rapid Application Development).
- Praticidade: Não é necessário compilar o código Jython para testá-lo. Isto torna a depuração muito mais rápida. Depois de terminado o processo, utiliza-se o compilador Jythonc para compilar o programa, para incluir as bibliotecas do Jython existe a opção do freeze.
- Tempo de aprendizado: Por ter uma sintaxe simples, limpa e coerente o seu aprendizado é muito fácil.

## Status e roteiro
A versão atual é Jython-2.7.2. Ele inclui melhorias na integração Java e implementa o mesmo conjunto de características como Linguagem CPython 2.7.